# Santos Cabrera
Santos Dagoberto Cabrera (Pasaquina, 1º novembre 1976) è un ex calciatore salvadoregno, di ruolo centrocampista.

## Carriera

### Club
Ha giocato fino al 2005 nel Luis Ángel Firpo. Nel 2005 è stato acquistato dal San Salvador.

### Nazionale
Ha debuttato in Nazionale nel 1997. Ha messo a segno la sua prima rete con la maglia della Nazionale il 31 ottobre 2001, nell'amichevole Messico-El Salvador (4-1), siglando la rete del momentaneo 3-1 al minuto 66. Ha partecipato, con la Nazionale, alla CONCACAF Gold Cup 2002 e alla CONCACAF Gold Cup 2003. Ha collezionato in totale, con la maglia della Nazionale, 29 presenze e due reti.